# Leo Gordon
Leo Vincent Gordon (* 2. Dezember 1922 in Brooklyn, New York City; † 26. Dezember 2000 in Los Angeles, Kalifornien) war ein US-amerikanischer Schauspieler und Autor.

## Leben
Leo V. Gordon erlebte in seiner Kindheit und Jugend viel Armut und verließ früh die Schule, um Geld zu verdienen. 1941 ging er für zwei Jahre zur Armee; danach war er in Südkalifornien, wo er auf die schiefe Bahn geriet. Kurz nach dem Ende des Zweiten Weltkrieges wurde er wegen bewaffneten Raubüberfalles verhaftet und verbrachte fünf Jahre im Gefängnis San Quentin, die er zu seiner Weiterbildung nutzte. Nach seiner Entlassung zog er nach New York City, wo er neben seinem Gelderwerb Schauspielunterricht an der American Academy of Dramatic Arts nahm. Dabei lernte er auch seine zukünftige Frau, Lynn Cartwright, kennen. Die beiden heirateten 1950.
Gordons schauspielerische Karriere begann auf der Bühne neben Stars wie Edward G. Robinson und Tyrone Power. Bald wurde der große, mächtige, mit kantigen Gesichtszügen und einer volltönenden tiefen Stimme sowie stahlblauen Augen ausgestattete Darsteller für Fernsehrollen entdeckt. Über 180 Titel folgten bis zu seinem Tode, die ihn meist als gemeinen, bedrohlichen Charakter einsetzten. Einer seiner frühen Filme war dabei Terror in Block 11, der am Ort seines früheren Gefängnisaufenthaltes gedreht wurde und aufgrund dessen ihn Regisseur Don Siegel einmal „den furchteinflößendsten Mann, den ich je getroffen habe“, nannte. Viele von Gordons frühen Filmen waren Kriminalfilme und Western. In dem Film MacLintock liefert er sich eine Rauferei mit John Waynes Hauptfigur. Eine größere und positiv angelegte Filmrolle hatte er neben William Shatner in Weißer Terror, Roger Cormans Drama über Rassismus in den Südstaaten.
Im Fernsehen sah man den vielbeschäftigten Nebendarsteller als Gast in beinahe jeder Serie aus Westerngenre, die in den 1950er und 1960er Jahren im Fernsehen ausgestrahlt wurde. Einer seiner bekanntesten Fernsehrollen übernahm er dabei in Maverick, in der er eine als irischstämmiger Big Mike McComb eine wiederkehrende Nebenrolle verkörperte. Bis 1994 war er als Darsteller aktiv, darunter zuletzt auch in der Maverick-Neuauflage Maverick – Den Colt am Gürtel, ein As im Ärmel.
Gordon war für Drehbücher (meist als Leo V. Gordon) ein gefragter Autor; zahlreiche Fernsehepisoden wurden von ihm geschrieben, wobei er sich manchmal die Rolle eines positiven Charakters für sich selbst gönnte. Gelegentlich schrieb er auch für die Leinwand. Einige Romane und Erzählungen runden sein Schaffen ab.
1997 erhielt Gordon den Golden Boot Award für seine Verdienste um das Westerngenre.

## Filmografie (Auswahl)

### Darsteller
- 1953: Geheimdienst im Dschungel (China Venture)
- 1953: Die Geier von Carson City (City of Bad Men)
- 1953: Mit der Waffe in der Hand (Gun Fury)
- 1953: Die schwarze Perle (All the Brothers Were Valiant)
- 1953: Man nennt mich Hondo (Hondo)
- 1954: Terror in Block 11 (Riot in Cell Block 11)
- 1954: Sinuhe der Ägypter (The Egyptian)
- 1954: Gold aus Nevada (The Yellow Mountain)
- 1954: Attila, der Hunnenkönig (Sign of the Pagan)
- 1955: Rächer in Schwarz (Ten Wanted Men)
- 1955: Sieben Reiter der Rache (Seven Angry Men)
- 1955: Die Mestizin von Santa Fe (Santa Fe Passage)
- 1955: Treffpunkt Hongkong (Soldier of Fortune)
- 1955: Todesfaust (Tennessee’s Partner)
- 1955: Der Einzelgänger (Man with the Gun)
- 1955–1962: Cheyenne (Fernsehserie, 4 Folgen)
- 1956: Der Eroberer (The Conqueror)
- 1956: Stahlharte Männer (The Steel Jungle)
- 1956: Auf der Spur des Todes (Red Sundown)
- 1956: Skrupellos (Great Day in the Morning)
- 1956: Der Mann, der zuviel wusste (The Man Who Knew Too Much)
- 1956: Corky und der Zirkus (Circus Boy, Fernsehserie, Folge 1x01)
- 1956: Die 7. Kavallerie (7th Cavalry)
- 1956–1974: Rauchende Colts (Gunsmoke, Fernsehserie, 5 Folgen)
- 1957: Sumpf des Unheils (Lure of the Swamp)
- 1957: Ein Kerl wie Dynamit (The Restless Breed)
- 1957: Der Einäugige (Black Patch)
- 1957: Des Teufels Lohn (Man in the Shadow)
- 1957: Der große Fremde (The Tall Stranger)
- 1957: So enden sie alle (Baby Face Nelson)
- 1957–1959: Maverick (Fernsehserie, 5 Folgen)
- 1957–1961: Have Gun – Will Travel (Fernsehserie, 4 Folgen)
- 1958: Official Detective (Fernsehserie, Folge 1x29)
- 1958: Abenteuer unter Wasser (Sea Hunt, Fernsehserie, Folge 1x02)
- 1958: Die Kanaille von Kansas (Quantrill’s Raiders)
- 1958: Der weiße Teufel von Arkansas (Ride a Crooked Trail)
- 1958/1959: 26 Men (Fernsehserie, 2 Folgen)
- 1958/1963: Westlich von Santa Fé (The Rifleman, Fernsehserie, 2 Folgen)
- 1959: Patrouille westwärts (Escort West)
- 1959: Perry Mason (Fernsehserie, Folge 2x26)
- 1959: Der große Schwindler (The Big Operator)
- 1959: Der Herrscher von Kansas (The Jayhawkers!)
- 1959/1962: Bronco (Fernsehserie, 2 Folgen)
- 1959/1964: Tausend Meilen Staub (Rawhide, Fernsehserie, 2 Folgen)
- 1959–1968: Bonanza (Fernsehserie, 3 Folgen)
- 1960: Morgen sollst Du sterben (Noose for a Gunman)
- 1960: Die Unbestechlichen (The Untouchables, Fernsehserie, 2 Folgen)
- 1960: Am Fuß der blauen Berge (Laramie, Fernsehserie, Folge 2x05)
- 1960: Route 66 (Fernsehserie, Folge 1x08)
- 1961: Lawman (Fernsehserie, Folge 3x32)
- 1962: Weißer Terror (The Intruder)
- 1962: Tarzan erobert Indien (Tarzan Goes to India)
- 1962: Sprung aus den Wolken (Ripcord, Fernsehserie, Folge 2x20)
- 1962–1970: Die Leute von der Shiloh Ranch (The Virginian, Fernsehserie, 3 Folgen)
- 1963: Der Rabe – Duell der Zauberer (The Raven, Sprechrolle)
- 1963: The Andy Griffith Show (Fernsehserie, Folge 3x17)
- 1963: Die Folterkammer des Hexenjägers (The Haunted Palace)
- 1963: MacLintock (McLintock!)
- 1963: Könige der Sonne (Kings of the Sun)
- 1963/1965: Im Wilden Westen (Death Valley Days, Fernsehserie, 2 Folgen)
- 1964: Das Mädchen mit der Peitsche (Kitten with a Whip)
- 1965: Schieß, solange du kannst (L’Arme à gauche)
- 1965: Mini-Max (Get Smart, Fernsehserie, Folge 1x03)
- 1965: Daniel Boone (Fernsehserie, Folge 2x11)
- 1966: Die Todes-Ranch (The Night of the Grizzly)
- 1966: Drei Fremdenlegionäre (Beau Geste)
- 1966: Pistolen und Petticoats (Pistols ’n’ Petticoats, Fernsehserie, Folge 1x09)
- 1967: Tobruk
- 1967: Immer wenn er Pillen nahm (Mr. Terrific, Fernsehserie, Folge 1x07)
- 1967: Tarzan (Fernsehserie, Folge 1x28)
- 1967: Rebellen in Lederjacken (Devil’s Angels)
- 1967: Chicago-Massaker (The St. Valentine’s Day Massacre)
- 1967: Texas-Desperados (Hostile Guns)
- 1967: Lassie (Fernsehserie, Folge 14x14)
- 1968: High Chaparral (The High Chaparral, Fernsehserie, Folge 1x19)
- 1970: Zwei Kerle aus Granit (You Can’t Win ’Em All)
- 1970: Ein Sheriff in New York (McCloud, Fernsehserie, 2 Folgen)
- 1971–1975: Adam-12 (Fernsehserie, 5 Folgen)
- 1972: Töchter des Bösen (Bonnie’s Kids)
- 1972: Die Straßen von San Francisco (The Streets of San Francisco, Fernsehserie, Folge 1x01)
- 1973: Dr. med. Marcus Welby (Marcus Welby, M.D., Fernsehserie, Folge 4x22)
- 1973: Mein Name ist Nobody (Il mio nome è Nessuno)
- 1975: Die Küste der Ganoven (Barbary Coast, Fernsehserie, Folge 1x00)
- 1975: Cannon (Fernsehserie, Folge 5x07)
- 1976: Nashville Girl
- 1978–1979: Detektiv Rockford – Anruf genügt (The Rockford Files, Fernsehserie, 3 Folgen)
- 1979: Son of Hitler (Hitler's Son)
- 1979: Ein Duke kommt selten allein (The Dukes of Hazzard, Fernsehserie, 2 Folgen)
- 1979: Unsere kleine Farm (Little House on the Prairie, Fernsehserie, Folge 6x09)
- 1980: Die Schnüffler (Tenspeed and Brown Shoe, Fernsehserie, Folge 1x03)
- 1980/1981: Fantasy Island (Fernsehserie, 2 Folgen)
- 1983: Der Feuersturm (The Winds of War, Miniserie, 2 Folgen)
- 1983: Feuer und Eis (Fire and Ice, Sprechrolle)
- 1985: Fame – Der Weg zum Ruhm (Fame, Fernsehserie, Folge 5x03)
- 1985: Die Hyänen (Savage Dawn)
- 1987: Magnum (Magnum, P.I., Fernsehserie, Folge 7x20)
- 1987: Die Schmuddelkinder (The Garbage Pail Kids Movie)
- 1987: Das Model und der Schnüffler (Moonlighting, Fernsehserie, Folge 4x06)
- 1987/1988: Chefarzt Dr. Westphall (St. Elsewhere, Fernsehserie, 2 Folgen)
- 1988: Manege frei für Pee Wee (Big Top Pee-wee)
- 1988: Samstag der 14. schlägt zurück (Saturday the 14th Strikes Back)
- 1989: Feuersturm und Asche (War and Remembrance, Miniserie, Folge 1x09)
- 1990: Alienator – Der Vollstrecker aus dem All (Alienator)
- 1990: Kampf gegen die Mafia (Wiseguy, Fernsehserie, 2 Folgen)
- 1990: Mob Boss – Eine Familie zum (Mob Boss)
- 1994: SeaQuest DSV (Fernsehserie, Folge 1x15)
- 1994: Maverick – Den Colt am Gürtel, ein As im Ärmel (Maverick)
- 1994: Die Abenteuer des jungen Indiana Jones – Intrigen in Hollywood (Young Indiana Jones and the Hollywood Follies, Fernsehfilm)

### Drehbuchautor
- 1957: Der Einäugige (Black Patch)
- 1959: Die Wespenfrau (The Wasp Woman)
- 1962: Der Massenmörder von London (Tower of London)
- 1963: The Terror – Schloß des Schreckens (The Terror)
- 1967: Tobruk
- 1970: Zwei Kerle aus Granit (You Can’t Win ’em All)